# Fred Nicácio
Fred William Nicácio Souza de Oliveira (Campos dos Goytacazes, 23 de fevereiro de 1987) é um médico, apresentador de televisão, fisioterapeuta e influenciador digital brasileiro. Nicácio ficou conhecido nacionalmente após a participação no elenco Camarote do Big Brother Brasil 23, no qual foi eliminado e retornou ao reality show através da dinâmica da "Casa do Reencontro".

## Vida e carreira
Natural de Campos dos Goytacazes, interior do  estado do Rio de Janeiro, é médico atuante na área de dermatologia e terapia intensiva. Graduado em fisioterapia, atuou por 14 anos no Sistema Único de Saúde (SUS) e exerceu trabalho voluntário os hospitais de campanha durante a pandemia de Covid-19. É casado com o dentista Fábio Gelonese em um relacionamento aberto.
Antes de sua participação no Big Brother Brasil 23, Nicácio viralizou nas redes sociais viralizou, em 2018, ao realizar um atendimento médico na Língua Brasileira de Sinais (Libras) para um casal com deficiência auditiva. "Eu sou esse médico humanizado, que se preocupa com o que a alma daquele paciente precisa", afirmou. Surpresa e contente, a idosa atendida relatou ter sido atendida pela primeira vez na vida por um médico preto. "Ela já havia visto dois médicos negros em sua vida, mas foi a primeira vez que foi consultada por um. Eu tive o prazer e a honra de ser esse médico que representa a vitória e ascensão do povo negro aos altos cargos, que antes eram vistos apenas por pessoas brancas", relatou Fred.

### Big Brother Brasil 23
Em janeiro de 2023, Fred Nicácio foi confirmado com participante do elenco Camarote do Big Brother Brasil 23, da TV Globo. No primeiro Paredão da temporada, Fred Nicácio e a dupla Marília Miranda enfrentaram uma votação para o Quarto Secreto, vencendo a disputa com 69,26% dos votos contra Gustavo Benedeti e Key Alves, que tiveram 30,74%. Eles venceram a disputa e puderam participar da dinâmica que permitia acesso controlado às imagens e ao som da casa. Eles permaneceram dois dias no ambiente e, em uma nova votação, um deles seria eliminado. Na ocasião, Marília foi eliminada com 52,70% dos votos e Nicácio retornou ao programa oficialmente.
Em 18 de janeiro de 2023, em uma conversa com o enfermeiro Cezar Black, Nicácio relatou um episódio de preconceito racial sofrido por parte de uma enfermeira branca quando exercia a atividade de fisioterapeuta: "Vi um médico entubando e disse: 'Eu queria fazer isso aí'. E daí, uma enfermeira branca disse: 'Sai daí, menino, isso aí é só pra médico'. Tá bom. Sete anos depois, amor, eu voltei lá, e ela foi minha enfermeira. 'É, tô aqui, doutor Fred Nicácio, e aí? Agora eu vou entubar e você vai me ajudar'. A gente trata racista assim, expondo, porque quem criou o constrangimento que lide com ele". As falas do médico não foram bem vistas pelo Conselho Regional de Enfermagem de São Paulo, que publicou uma nota no Instagram rechaçando o participante: "A enfermagem é uma profissão regulamentada e autônoma e não está subordinada a nenhuma outra, uma vez que todas as categorias da saúde têm atribuições devidamente estabelecidas."
Em 20 de janeiro de 2023, Nicácio foi vítima de intolerância religiosa e racismo religioso por parte de Cristian Vanelli, Gustavo Benedeti e Key Alves. Cristian afirmou que teria visto Fred Nicácio, adepto ao Ifá, parado em frente a cama de Gustavo e Key "fazendo os negócios dele”" e que isso o causou medo. Na conversa, Key disse que apertaria o botão para desistir do programa caso acontecesse isso novamente. À noite do mesmo dia, foram exibidas imagens de Nicácio indo ao Confessionário para pedir um medicamento para dores no braço. No seu retorno ao quarto, por conta das luzes apagadas, ele tentou encontrar a sua cama em passos lentos. Devido à repercussão, Tadeu Schmidt, apresentador do reality, convocou os participantes a comentarem sobre suas religiões e deu a oportunidade ao médico de explicar o seu credo religioso. O advogado William David, da 26ª vara Criminal da Capital/RJ, abriu um processo criminal contra os participantes em nome de Nicácio, mas a ação foi arquivada juiz de Direito Marco José Mattos Couto, da 1ª vara Criminal da Regional de Jacarepaguá/RJ, sob a alegação de que o autor da ação não seguiu a sistemática processual penal necessária.
Em 19 de março de 2023, o programa anunciou a dinâmica da "Casa do Reencontro", que reuniria todos os participantes eliminados até a nona semana (com exceção do desistente Bruno Nogueira, e dos expulsos Antonio Carlos Júnior  e MC Guimê) em um novo confinamento para objetivar uma repescagem. Semanas antes, Fred Nicácio havia sido eliminado no 7ª Paredão contra Cara de Sapato e Cezar Black, com 62,94% dos votos. Pela decisão do público, o médico e a personal trainer Larissa Santos retornaram ao jogo, com 25,12% e 30,86% dos votos, respectivamente. Em 11 de abril, Nicácio deixou definitivamente o programa com 51,14% dos votos, após enfrentar a berlinda com a atriz Bruna Griphao e a psicóloga Sarah Aline.

### Reconhecimento
Em 2023, Nicácio recebeu a Medalha Pedro Ernesto após a sua participação na 23ª edição do Big Brother Brasil. A vereadora Thais Ferreira (PSOL). Além da honraria, o médico foi reconhecido como cidadão honorário do Rio de Janeiro pela abordagem de temas sensíveis como racismo e intolerância religiosa no programa. Segundo Thais, a medalha concedida era "a maior honraria concedida pela Câmara de Vereadores do Rio".

## Filmografia
| Ano  | Título                | Personagem              | Canal    | Ref.   |
| ---- | --------------------- | ----------------------- | -------- | ------ |
| 2021 | Queer Eye Brasil      | Apresentador            | Netflix  | [ 38 ] |
| 2023 | Big Brother Brasil 23 | Participante (9º lugar) | TV Globo | [ 39 ] |

## Prêmios e indicações
| Ano  | Prêmio          | Categoria        | Trabalho              | Resultado |
| ---- | --------------- | ---------------- | --------------------- | --------- |
| 2023 | Prêmio Biscoito | Realiter do Vale | Big Brother Brasil 23 | Pendente  |